# Geishakulor

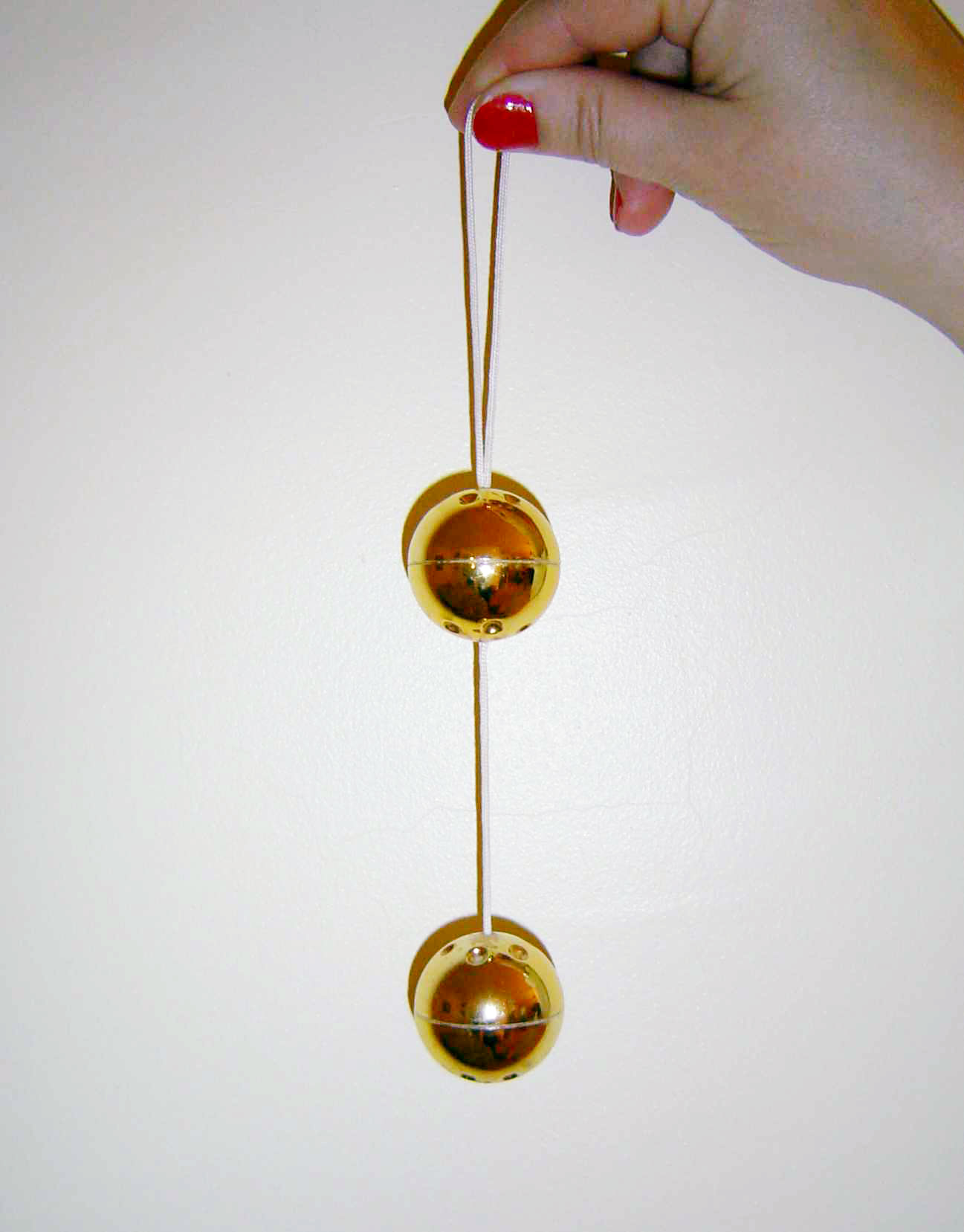
Geishakulor

Geishakulor, eller samlagskulor, är små kulor med glatt yta, ofta med en lös vikt inuti. De är avsedda att införas i kvinnans slida i samband med ett vaginalt samlag och under samlaget ge sexuell njutning genom stimulans av mannens ollon och punkter i kvinnans slida.
Ursprunget är oklart. En vanlig uppfattning är att användning av geishakulor har sitt ursprung i Japan omkring år 500 efter Kristus, och därifrån spridits till Kina, och därifrån västerut.